# Rudolf Hruschka
Rudolf Franz Hruschka (* 10. Mai 1881 in Riegerschlag, Südmähren; † 6. November 1961 in Ditzingen) war ein deutschböhmischer, tschechoslowakischer und deutscher Pädagoge und Heimatforscher.

## Leben
Hruschka besuchte ab 1896 die k. k. Lehrerbildungsanstalt in Budweis, an der er 1900 die Matura und 1902 die Lehrbefähigungsprüfung ablegte, und war anschließend als Lehrer in Eggern und von 1904 bis 1918 in Jamnitz tätig. Ab 1914 nahm er als k.k. Reserveoffizier (zuletzt Oberleutnant d. R.) am Ersten Weltkrieg teil. Nach Sperre der Schule in Jamnitz durch die Tschechen wurde Hruschka 1919 Lehrer an der zweiklassigen deutschen Volksschule in Alt Hart, wo er schon 1920 die Lernmittelfreiheit für alle Schüler ohne Unterschied der Bedürftigkeit einführte. Von 1932 bis 1935 gehörte er der Qualifikationskommission für Lehrer in Volks- und Bürgerschulen im Schulbezirk Iglau an. Als Oberlehrer trat er 1935 in den Ruhestand. Nach dem Münchner Abkommen im neu aus den deutschbesiedelten Grenzgebieten der Tschechoslowakei gebildeten Reichsgau Sudetenland amtierte er von 1939 bis 1945 als Standesbeamter in Piesling und ab 1941 als Kreisverwalter des Standesamtswesens im Kreis Waidhofen an der Thaya.
Bedeutung hatte Hruschka vor allem als Heimatforscher und Historiker. Der Historiker Karl Lechner bezeichnete ihn als den „Erforscher der Geschichte Südwestmährens seit dem Ende des Mittelalters schlechthin.“ Er verfasste die Ortsgeschichten von Alt Hart, Holleschitz, Wenzelsdorf und Zoppanz, eine Familien- und Häusergeschichte von Alt Hart sowie über 300 historische, heimat- und volkskundliche Aufsätze, die in verschiedenen Fachzeitschriften der Tschechoslowakei und Österreichs erschienen. 1931 wurde er zum korrespondierenden Mitglied des Deutschen Geschichtsvereins in Brünn ernannt.
Als Vertriebener aus der Tschechoslowakei kam Hruschka 1946 nach Ditzingen, wo er von 1946 bis 1956 die Gemeindebücherei leitete. Mit Aufsätzen für das Südmährische Jahrbuch, die Mährisch-schlesische Heimat und andere Vertriebenenorgane war er auch weiterhin schriftstellerisch tätig. Er starb im November 1961 in Ditzingen und fand auf dem dortigen Friedhof seine letzte Ruhestätte.

## Auszeichnungen
- 1956: Bundesverdienstkreuz am Bande[2]

## Veröffentlichungen
- Die Besitzverhältnisse unserer Heimat nach dem 30jährigen Kriege. Sonderdruck aus Neueste Zlabingser Nachrichten. Bornemann, Znaim 1933.
- 280 Jahre deutsche Volksschule Alt-Hart. Piesling an der Thaya 1935.
- Die Geschichte der Kirche zu Althart und ihrer Seelsorger. Südmährischer Zeitungsverlag, Znaim 1936.
- 300 Jahre deutsche Volksschule Neustift. Znaim 1937.
- mit Eleonora Polly: Neues Heimatbuch der Gemeinde Alt-Hart. o. J.